# Prismaticallization
『Prismaticallization』（プリズマティカリゼーション）は、PlayStation用のアドベンチャーゲーム。開発元のアークシステムワークスは「サークレイト（circulate: 循環する）・アドベンチャー」と称している。「ループもの」の一作とされる。
1999年にPlayStationで発売され、2000年にドリームキャストに移植された。また、2002年にはサクセスからSuperLite1500シリーズとして再発売された。2007年8月30日にはゲームアーカイブス用ソフトとして配信されている。

## 概要
俗に言うギャルゲーに属するが、恋愛要素は比較的少ない。同じ一日を何度も（適切に進めなければ100回以上も）繰り返すという当時はまだ奇特なシステムと、哲学用語を多用した衒学的な物語のために、アークシステムワークスによれば「多くの非難と僅かな賛辞を呼んだ」とのこと。
その一方で、システムの独創性、明喩暗喩のちりばめられた脚本、そして個性的なキャラクターなどが評価され、熱烈な支持者もいる。『週刊ファミ通』のクロスレビューにおいても、浜村通信のコメントに本作のシステムの独創性を評価する内容が見られた。
この長いタイトルを、I18n（Internationalization）、L10n（Localization）などの省略形（ヌメロニム）にならって、「P17n」と略すことがある（「17」は"P"と"n"の間に17文字あることを示す）。メーカーの問い合わせ用メールアドレスも「p17n@…」となっていた。なお、英語の正しい綴りでは l は重複しない。

## ストーリー
主人公・射場荘司は、高校3年生。幼馴染みの同級生・明美に誘われて、夏休みを避暑地のペンションで過ごすことになった。
荘司は人生に明確な目的が持てず苦しみながらも、苦悩するインテリ青年という自己像に酔うばかりで、何も行動を起こさず怠惰に過ごしている。ペンションで出会うヒロインたちも、一見幸福そうではあるものの内面にはそれぞれに苦しみを抱えているが、荘司はその兆候を見過ごし、彼女たちの苦しみも終わらない。
荘司は、ペンションの近くの森でプリズムのような形状の不思議なオブジェを偶然拾う。このオブジェにより、荘司たちは同じ一日(約24時間)が、いつ終わるとも知れず繰り返される循環に囚われる（基本的には当初は自覚はない。プレイヤーキャラクターの荘司が既視感を感じている、とプレイヤーには提示される）。
オブジェの影響により、繰り返される一日は、しかしどこか少しずつ違ってゆく。循環から解放される（ゲームとしてはエンディングを迎える）日はやってくるのだろうか。

## ゲームシステム
プレイヤーキャラクター（荘司）の一人称の設定などの後、ゲームを始めるといきなり、30分程見るだけであると宣告され、実際に一切の選択肢はなく、セーブロード等のシステム系以外には、読み進める操作しかできない。最後にオブジェを拾うイベントが起きて終わる。この、最初に紹介される一日が、以降何度も繰り返される一日である。
以後の基本的なシステムは、エンディングにつながる連鎖したフラグを立てていく、という、通常のアドベンチャーゲームと同様なものであるが、ある1日の物語が少しずつ変化しながら何度も繰り返される（普通のゲームでは、ほとんどゲームシステム外の行為である、開始と終了の繰り返しを明確にゲームに取り込んでしまった）点と、以下のようなフラグの特異な扱いが特徴である。
- 一部のフラグ（「状態」）をプレイヤーに対し可視化した
- 可視化されたフラグは、立てることができる場面でフラグを立てる（「記録」）かどうかプレイヤーが選択する
- 立てられたフラグによってイベントが起きたこと（「解放」）は明示される。解放されたらそのフラグは消える（後にまた同じ展開になれば「記録」できる）
- 「記録」しておける「状態」の個数には限りがある（5個）ため、そのリソース管理という点もゲームになっている[1]

（可視化されないフラグ（多くは設定されたら取り消されない）もある）さらに、プレイヤーの選択（「記録」）は、その日のストーリーには直接影響せず、次回以降の繰り返しの日において「解放」されることでその日のストーリーを変化させる（さらにその日にも「記録」を行い、さらに後で……と連鎖している）、という、もはやパズルのようなシステムが難解とされた。
「状態」には、例えば『ある一日においてペンションのドアの錠が鍵で開けられたときに、その「状態」を「記録」すると、別な一日の同時刻にはそのドアは始めから開錠されている』といったような、以前の繰り返しで起きたことの続きが、後の繰り返しで可能である、といったものが多いが、全てではない。
プレイヤーは何度も同じメッセージを見ることになるので、既に見たメッセージはスキップ出来るように配慮されている（そのようにスキップ前提でデザインされている）。全てのメッセージをスキップした場合、一周に掛かる時間は1～2分程度である。また、「状態」が5個詰まった状態で、それらのどれも解放されない展開に入る、という全くの手詰まりになることを防ぐため、「記録」も「解放」も全く無いままの一日が過ぎると、次の繰り返しに入る前に強制的にクリアされる。特定のイベントを狙っている場合には注意と対策が必要である。

## 登場人物
射場荘司
主人公。高校3年生の男子。受験生ではあるが、受験の先に人生の意義を見出せず苦悩している。トラブルを避けたがる性向のため何ら行動を起こそうとはせず、自分の無為無策を哲学用語を駆使した長い長いモノローグで自己弁護するのみである。だが、ひとたび行動を起こせば豊富な知識に裏打ちされた知性で、起こったトラブルをどうにか解決するだけの能力がある男。
鳴川澄香
9月18日生まれ。血液型A型。身長157cm。
高校1年生。雪乃と二人でペンションに泊まりに来ている客。陽気で無邪気。学校では友達が多く、男子生徒に人気がある。誰にでも人懐っこいが、それは人から嫌われることを恐れる性格の裏返しでもある。
沢村雪乃
12月3日生まれ。血液型A型。身長155cm。
高校1年生。澄香の親友。澄香とは対照的に、控えめで物静かな女の子。幼い頃から病弱で、友達が少ない。読書好き。ロマンチストな面があり、恋愛小説の様な恋に憧れている。義理の兄に複雑な感情を抱いている。
柊明美
8月17日生まれ。血液型B型。身長159cm。
高校3年生。活発で運動好き。家に居るより外に出る方を好むが、親が教師なので勉強はそれなりに出来る。荘司の幼馴染みだったが、最近の交流は全く無かった。特に親しくもない荘司をなぜ避暑地へ誘ったのかが謎のひとつ。
木ノ下さより
11月22日生まれ。血液型O型。身長161cm。
ペンションの切り盛りをしている女性。みゆとは従姉妹どうしの関係。おっとりしていて天然ボケだが、恋には一途で周りが見えなくなる。料理が苦手。実年齢は23であるにもかかわらず、自分が老いていることに過剰な劣等感を抱いている。
琴原みゆ
2月14日生まれ。血液型AB型。身長142cm。
小学6年生。ペンションの手伝いをしている少女。無口で感情を表すことがなく、周囲に対して無関心。内向的で他人を寄せ付けず、学校でも孤立している。年に似合わない博識。家庭事情は複雑で、父は失踪中、母からは憎まれているようだ。
謎の男
ペンションの周辺をうろついている若い男。高校3年生と自称。不健全な野望を果たすために、荘司の持つ不思議なオブジェを狙って荘司の前に立ちふさがる。

## エンディング
5人のヒロインそれぞれに対応するエンディングがある。
みゆエンド
点在する証拠から、時間が循環していることに感づいたみゆは、それを利用して自分の夢を叶えるために謎の男と接触する。そのとき唐突に第三の男が現れ、みゆは自分の夢がもはや叶わないことを悟る。
さよりエンド
荘司は、深夜にさよりが一人で酒を飲んで荒れているところを目撃する。さよりは高校生の頃ある男性に片思いをしていたが、その恋は叶うことがなかったらしい。
明美エンド
明美と荘司が恋仲だと思い込んだ澄香がさまざまな手助けをした結果、明美と荘司の関係は少し進展する。しかしそこへ予期せず謎の男が現れ、時間の流れは狂い始める。明美は、荘司を避暑地に誘った理由を書いたメモを残して世界から消滅する。
雪乃エンド
昼下がりにペンションにかかってきた電話は、雪乃の義兄が行方不明になったと告げる報せだった。雪乃は旅行を中止して帰ると言い出したが、それが澄香を怒らせ、二人の仲は険悪になる。荘司と明美が介入して二人は仲直りし、丸く収まったかに見えた。しかし今度は、澄香と荘司が良い関係になったと勘違いした雪乃が、荘司をなじってしまう。澄香と荘司がくっつくならば私には兄しかいない、と雪乃が口を滑らせた瞬間、雪乃の前に唐突に謎の男が立ちはだかる。
澄香エンド
昼下がりにペンションにかかってきた電話は、雪乃の義兄が行方不明になったと告げる報せだった。雪乃は旅行を中止して帰ると言い出したが、それが澄香を怒らせ、二人の仲は険悪になる。荘司と明美が介入して二人は仲直りし、丸く収まる。澄香は荘司に自分の弱さを打ち明け克服しようとするが、そこへ唐突に謎の男が立ちはだかる。

## スタッフ
- 企画・脚本・プログラム : 池田修一
- キャラクターデザイン : 森藤卓弥
- 音楽 : 川口貴志
- オープニングテーマ : Smile
  - 作詞・作曲・編曲 : koyo / ヴォーカル : Water Clock
- エンディングテーマ : With you
  - 作詞 : 室伏恵、作曲・編曲 : 木川良弘 / ヴォーカル : Water Clock
- 発売 : アークシステムワークス

## 関連商品
- 『電撃G's PREMIUM Vol.2 プリズマティカリゼーション ビジュアル&完全攻略オフィシャルコレクターズブック』（メディアワークス）
  - 美少女ゲーム専門誌『電撃G'sマガジン』責任編集による攻略本。題名どおりに多数のイラストを収録している。
- 『プリズマティカリゼーション ヴォーカル&BGM集』（バンダイ・ミュージックエンタテインメント / APCM-5155）
  - 主題歌とBGMを収めたCD。ブックレットには描きおろしも含めて、やはり多数のイラストが収録されている。

## 類似の作品
- この世の果てで恋を唄う少女YU-NO
- infinity
- 涼宮ハルヒの並列
- 恋はデジャ・ブ（基本設定が酷似している）
- そう、あたしたちはこんなにも理不尽な世界に生きているのだらよ（「記憶管理モード」が本作のシステムの発展系に当たる）